# Halsnæs (općina)
Halsnæs je općina u danskoj regiji Hovedstaden.

## Zemljopis
Općina se nalazi u sjevernom dijelu otoka Zelanda, sjeverno od glavnog grada Danske Kopenhagena, prostire se na 121,19 km2.

## Stanovništvo
Prema podacima o broju stanovnika iz 2010. godine općina je imala 	31.077 stanovnika, dok je prosječna gustoća naseljenosti 256,43 stan/km2. Središte općine je grad Frederiksværk.

### Naselja
| Veća naselja u općini |                   |                    |
| Br.                   | Naselje           | Stanovnika (2010.) |
| 1                     | Frederiksværk     | 12.303             |
| 2                     | Hundested         | 8.832              |
| 3                     | Liseleje          | 2.559              |
| 4                     | Ølsted            | 1.838              |
| 5                     | Vinderød          | 1.032              |
| 6                     | Melby             | 776                |
| 7                     | Evetofte          | 381                |
| 8                     | Torup             | 325                |
| 9                     | Ølsted Sydstrand  | 256                |
| 10                    | Ølsted Strandhuse | 223                |

## Vanjske poveznice
- Službena stranica općine

### Ostali projekti
|  | Zajednički poslužitelj ima još gradiva o temi Halsnæs (općina) |